# Hang Viêng Xay
Hang Viêng Xay là một mạng lưới hang động rộng lớn trên núi đá vôi ở tỉnh Hủa Phăn phía đông bắc Lào. Bốn trăm tám mươi hang động trong số này từng được Pathet Lào dùng làm nơi trú ẩn nhằm tránh khỏi bị máy bay Mỹ bắn phá trong Chiến tranh Đông Dương lần thứ hai.
Có tới 23.000 người sống trong các hang động này, trong đó có bệnh viện, trường học, tổng hành dinh của Pathet Lào, tiệm bánh, cửa hàng và thậm chí cả rạp hát. Khu vực này là nơi đóng quân của phe cộng sản đang chiến đấu với phe bảo hoàng tại Viêng Chăn. Các hang động được sử dụng để sinh sống và làm việc vì Không quân Mỹ đang ném bom khu vực này rất nặng nề. Người dân địa phương nói rằng nông dân phải làm ruộng vào ban đêm để tránh các cuộc ném bom. Viêng Xay từng là căn cứ của phe cộng sản (và là nơi giam giữ tù binh Mỹ) vì nó gần biên giới Việt Nam để được sự hỗ trợ về mặt hậu cần và chính trị.
Chính phủ Lào dự định quảng bá các hang động này như một điểm đến du lịch, tương tự như Địa đạo Củ Chi gần Thành phố Hồ Chí Minh ở Việt Nam và Đài tưởng niệm Cánh Đồng Chết gần Phnôm Pênh ở Campuchia. Đây là một địa điểm khác thường ở chỗ nó mang đến cơ hội khám phá một căn cứ cách mạng phần lớn còn nguyên vẹn.
Tổ chức Du lịch Thế giới (UNWTO), Cơ quan Phát triển Hà Lan và Ngân hàng Phát triển châu Á được chính phủ Lào đề nghị giúp phát triển địa điểm này cho du khách quốc tế. Một kế hoạch dự án được soạn thảo cùng với Văn phòng Hang động và bắt đầu công việc triển khai, với bảng hiệu và thông dịch được cải thiện tại các địa điểm nêu trên.